# Русская голгофа

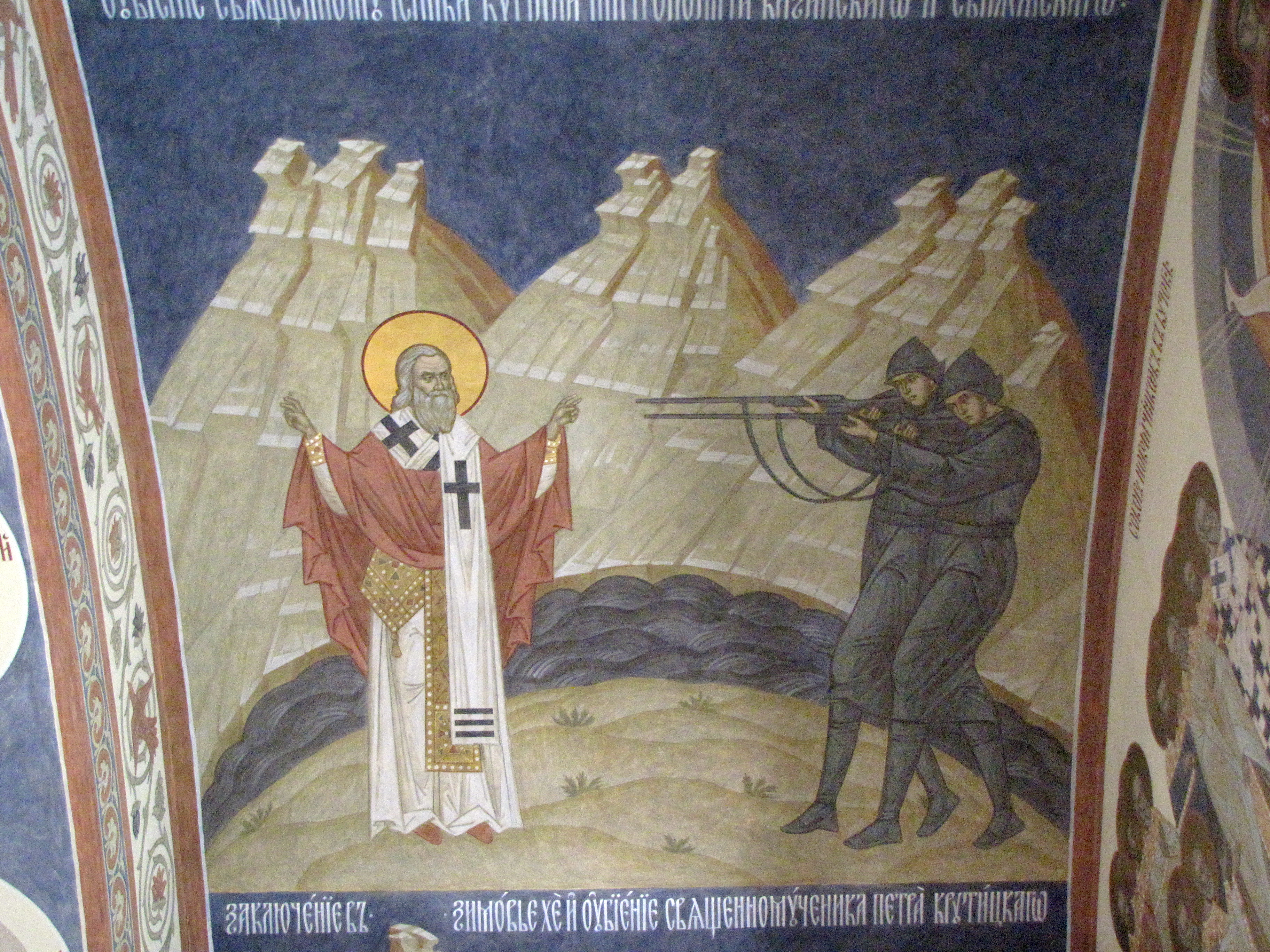
Убиение священномученика Петра Крутицкого, фреска, храм новомучеников и исповедников Российских в Бутове

«Ру́сская голго́фа» — метафора, уподобляющая страдания России и русского народа крестным страданиям Христа на Голгофе, образ «распятой» России. Большевистская революция с её палачами связывается с «распятием России».

## История
В январе 1918 года Поместный собор Православной российской церкви издал Воззвание к православному народу по поводу Декрета народных комиссаров о свободе совести, в котором, в частности, были слова: «Люди, ставшие у власти и назвавшие себя народными комиссарами, сами чуждые христианской, а некоторые из них и всякой веры, издали декрет (закон), названный „о свободе совести“, а на самом деле устанавливающий полное насилие над совестью верующих… Мужайся же Русь Святая! Иди на свою Голгофу! С тобою Крест Святой, оружие непобедимое».
Метафора появляется в контексте интерпретации событий революционных лет не позднее 1918 года, когда А. И. Верховский в своих дневниках военного времени под названием «Россия на Голгофе» использовал образы, вошедшие в историческую публицистику последующих десятилетий: «Смертной мукой, невыносимым страданием были для всех, кто любит свою родную землю, эти страшные годы войны и месяцы революции. Голгофа русской армии. Голгофа русской земли. Великим мучением очищается душа народная от старых грехов». В 1919 году в Ростове-на-Дону вышел сборник любительских стихов Ф. Н. Косаткина-Ростовского «Голгофа России», содержание которого соответствовало названию.
С первых лет эмиграции образ «распятой» России получил распространение в публицистике. Предположительно, этот топос вначале не имел серьёзной сотериологической трактовки, но стал одним из главных способов описания и анализа событий Русской революции и Гражданской войны. Так, он являлся одним из основных в творчестве поэта Сергея Бехтеева, поэта, который существенно продвинул разработку темы «крестных» страданий России и царя Николая II — темы, столь важной для эмигрантской, а затем и постсоветской политической эсхатологии.
Метафора «Русской Голгофы» была озвучена в 1977 году священником Дмитрием Дудко.
Дмитрий Жуков, руководитель националистического «Русского клуба», основанного в 1966 году и один из вдохновителей общества «Память», в 1990—1991 году написал повесть «Россия на Голгофе», посвящённой революции 1917 года и Гражданской войне. Произведение написано метафорическим языком, речь идёт о предостережении в связи с происходившими вокруг событиями. Согласно автору, революция и преступления описываемого периода лежат на совести «инородцев», которые убивших царя, а ныне задумавших уничтожить русское население, в соответствии со «схемой, разработанной на неведомом совете нечестивых», что отсылает к «Протоколам сионских мудрецов».
Ультранационалистическая газета «Русский вестник» (2001) в связи с вопросом казни царской семьи стремилась доказать, что русский народ любил царя, не изменял ему и не ответственен за его гибель. «…сам народ оказался на голгофе насилия иудо-масонской власти», а царя свергла «иудо-масонская закулиса».
Экономист Олег Платонов, считающий своей целью «разоблачение» «заговора масонов и иудеев», которые стремятся к мировому господству, утверждает, что «только опираясь на Новый Завет… можно победить иудаизм и масонство». Этой теме он посвятил ряд книг, изданных в серии «Терновый венец России», где изложены представления об истории и современном мире, популярные в среде православных монархистов. Платонов считает себя продолжателем дела митрополита Иоанна (Снычева), по его словам, рассказавшего ему о «богоборчестве иудеев» и «вредоносности Талмуда».
Монархический публицист Михаил Назаров резервировал роль «удерживающего» за Россией, поскольку в Священном Писании о ней и её исторической миссии ничего не сказано. Он связывал это с православной проповедью Евангелия во всём мире в предапокалипсические времена, заменяя христианскую проповедь православной, а предсказанное быстрое возрождение церкви — на возрождение России. По его мнению, если антихрист до сих пор не пришёл, за это нужно благодарить русский «богоносный народ», в первую очередь его «остаток» — праведников. Там, где в пророчествах обычно понимаются христиане, он говорил о православных, считая, что других истинных христиан в мире не осталось. Назаров изображал Россию богоносной и уподоблял её Христу: в XX веке она взошла на свою Голгофу, была распята и принесла искупительную жертву. По этой причине ей предстоит воскреснуть.
«Русской Голгофой» патриарх Алексий II назвал Бутовский полигон — место массовых казней и захоронений жертв сталинских репрессий. По его благословению ежегодно в четвёртую субботу по Пасхе на Бутовском полигоне совершается торжественное празднование Собора новомучеников, в Бутове пострадавших. С 2019 года приходом храма Святых Новомучеников и Исповедников Российских в Бутове создаётся Общероссийский музей подвига и исповедничества в XX веке «Русская Голгофа», проект которого поддержан Фондом президентских грантов.